# Monika Hauff
Pour les articles homonymes, voir Hauff.
Monika Hauff (née le 17 avril 1944 à Wernigerode) est une chanteuse allemande. Elle forme avec Klaus-Dieter Henkler le duo Hauff und Henkler.

## Biographie
Monika Hauff apprend la musique dans la Rundfunk-Jugendchor Wernigerode, sous la direction de Friedrich Krell. Après le lycée et s'être formée en tant qu'assistante médico-technique à Saalfeld, où elle vit pendant plusieurs années, Monika Hauff est dans divers groupes. En 1967, elle remporte le premier prix au festival international de schlager des pays de la mer Baltique à Rostock. La même année, elle signe chez Amiga la chanson Über uns strahlt hell der Stern der Liebe de Walter Eichenberg et Harro Korth. L'année suivante, elle gagne un deuxième prix au festival international de schlager des pays de la mer Baltique. Au début de la même année, elle produit avec Klaus-Dieter Henkler - avant de fonder le duo Hauff & Henkler - la chanson Tausend Fragen de Jürgen Heider et Harro Korth à la Berliner Rundfunk.
Après la réunification, elle apparaît dans des émissions de télévision telles que So schön ist unser Deutschland (ZDF) et Großes Wunschkonzert der Volksmusik (Sat.1).

## Source de la traduction
- (de) Cet article est partiellement ou en totalité issu de l’article de Wikipédia en allemand intitulé « Monika Hauff » (voir la liste des auteurs).